# Acalolepta minima
Acalolepta minima là một loài bọ cánh cứng trong họ Cerambycidae.